# 孟珙

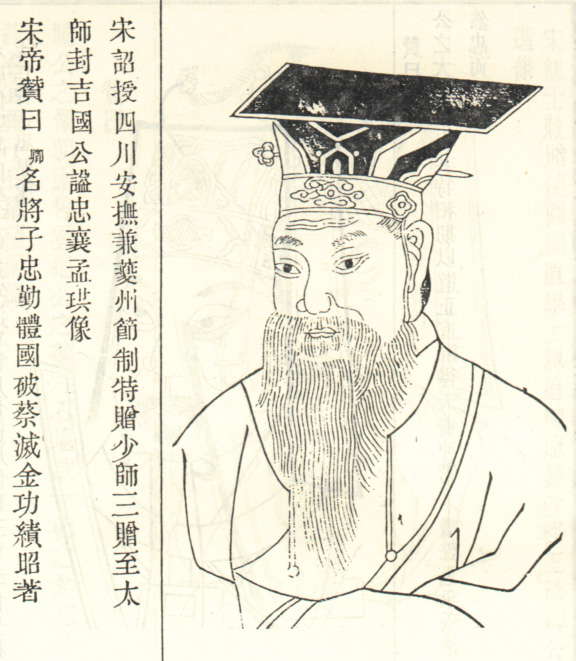
孟珙

孟 珙（もう きょう、慶元元年（1195年）- 淳祐6年9月3日（1246年10月13日））は、南宋の武将。字は璞玉。爵位は吉国公、諡号は「忠襄」。随州棗陽県の出身。本貫は絳州正平県。金・モンゴル帝国を相手に戦い国土を防衛した。
祖父は孟林。父は孟宗政（字は徳夫）。兄は孟璽・孟琛・孟璟。弟は孟珷・孟玘・孟璋・孟珠・孟璇・孟瑛。子は孟之経・孟之符ら。
曾祖父の孟安は岳飛配下の将軍として金と戦った軍閥で、孟珙も父の孟宗政より2万の私兵を引き継いだ。

## 生涯
彼の前半生は定かではないが、衰運の一途を辿る南宋において軍人貴族としてそれなりに累進していたようであり、端平元年（1234年）には江陵府副制置使の任にあった。
紹定5年（1232年）の三峰山の戦いで主力軍を失った金に残されていたのは南宋との国境守備軍だけだったが、孟珙はこれらを巧みに殲滅した上で金領内に侵入、北西方面より金に攻勢を掛けていたモンゴル軍に補給を与え仇敵の滅亡に功績を挙げた。
金が滅亡した後、モンゴルとの盟約が成立し彼らが一旦北方に引き上げると、中原奪回という非現実的な期待を抱いた皇帝理宗は河南への出兵を決定する（端平入洛）。京湖制置使の史嵩之と孟珙はこれを無謀として反対したため、淮東制置使の趙葵が率いる兵力が北伐に動員された。南宋軍が洛陽や開封を奪回したところで盟約違反に激怒したモンゴル軍が南下を開始、孟珙は手勢を率いてモンゴル軍を足止めし、補給を断たれた友軍の壊滅を阻止した。
翌年、南宋の背信に対しモンゴルは南伐で応じ、四川及び京湖方面から侵攻が開始されると南宋はなすすべを知らず四川の防衛は破綻した。京湖でも主力軍が脱走してモンゴルに寝返るなど大混乱に陥ったが、ここで再び起用された孟珙はクウン・ブカが率いるモンゴル軍を破って戦線を安定させ、その後も巧みな防御戦を続けて敵に出血を強いた。この功績で京西・湖北路安撫制置使（京湖方面の軍司令官）に昇進した孟珙は事実上南宋の防衛を一手に引き受け、四川に敵兵が侵入すれば援軍を送って支え、攻勢を察知すると先手を打って意図を挫き、八面六臂の活躍でモンゴルの猛攻を遮り続けた。彼が指揮を執るようになって以後戦線は安定し南宋は優勢を取り戻し、モンゴルは英主オゴデイをして南伐を諦めざるをえないほどにまで状況は改善されている。
また、戦乱で荒れ果てた四川や京湖に屯田を導入して難民対策と生産力の回復につとめ、国境守備軍を再編成して各戦区が互いに支援できる体制を整え、効率的な防衛体勢を構築した手腕は一将軍に留まらず、高度な戦略家としての能力も持っていたことを示している。その晩年は上は皇帝から下は民衆に至るまで国家の守護神として崇敬を受けた。しかし淳祐4年（1244年）に自分を後見してくれた宰相の史嵩之が中央政界で失脚し、かつてモンゴルに投降した金朝出身の武将の范用吉を帰付させようという献策も容れられないと、失意に陥り重ねて軍務の辞職を求め、検校少師・寧武軍節度使を授けられ江陵の治所へ引退した。この時、「30年にわたって中原の人らを収拾したが、今は志を広げられない」と複雑な心境をあらわにしている。淳祐6年（1246年）9月に死去。
没するまで、孟珙はモンゴルにとっては巨大な障害、南宋にとっては国の護りでありつづけた。また、その死後も彼が構築した国境の防衛線は機能し続け、以後30年以上も南宋が延命したのは孟珙の遺産によるものが大きい。